# Ornithomya fuscipennis
Ornithomya fuscipennis är en tvåvingeart som beskrevs av Jacques-Marie-Frangile Bigot 1885. Ornithomya fuscipennis ingår i släktet Ornithomya och familjen lusflugor. Inga underarter finns listade i Catalogue of Life.